# José Saraiva Martins
José Saraiva Martins CMF (ur. 6 stycznia 1932 w Gagos do Jarmelo) – portugalski duchowny rzymskokatolicki, klaretyn, doktor nauk teologicznych i filozofii, arcybiskup, sekretarz Kongregacji ds. Wychowania Katolickiego w latach 1988–1998, prefekt Kongregacji Spraw Kanonizacyjnych w latach 1998–2008, kardynał od 2001 (najpierw w stopniu diakona, w 2009 promowany do stopnia biskupa).

## Życiorys
Pochodzi z wielodzietnej rodziny, był szóstym z ośmiorga rodzeństwa. Wstąpił do zgromadzenia zakonnego klaretynów (Kongregacja Misjonarzy Synów Niepokalanego Serca Maryi, CMF), kształcił się w nowicjacie w Carvalhos; śluby zakonne złożył 22 sierpnia 1950. Odbył studia teologiczne na Papieskim Uniwersytecie Gregoriańskim w Rzymie (licencjat) i na Papieskim Uniwersytecie Św. Tomasza z Akwinu (Angelicum) w Rzymie (doktorat); teologiczne kursy specjalistyczne odbył przy belgijskim uniwersytecie w Louvain, ponadto obronił doktorat z filozofii na Wolnym Uniwersytecie im. Gabriele D’Annunzio w Chieti. Przyjął święcenia kapłańskie 16 marca 1957 w Rzymie. Wykładał metafizykę w wyższym seminarium prowincji zgromadzenia zakonnego klaretynów w Marino, w latach 1959–1969 teologię dogmatyczną w Claretianum przy Papieskim Uniwersytecie Laterańskim. Był również profesorem Papieskiego Uniwersytetu Urbaniana w Rzymie, gdzie stał na czele Wydziału Teologicznego (1974–1977), a potem całej uczelni (1977–1983, 1986–1988); przewodniczył komitetowi rektorów uczelni Rzymu. Katolicki Uniwersytet Fu Jen w Tajpej (Republika Chińska (Tajwan)) nadał mu doktorat honoris causa (1977).
W 1983 był specjalnym sekretarzem VI zwykłej sesji Światowego Synodu Biskupów w Watykanie; w kolejnych sesjach Synodu brał udział już jako biskup. 26 maja 1988 został mianowany arcybiskupem tytularnym Tuburnica i powołany na stanowisko sekretarza Kongregacji Edukacji Katolickiej; sakry biskupiej udzielił mu 2 lipca 1988 w Rzymie sekretarz stanu, kardynał Agostino Casaroli. W maju 1998 Saraiva Martins został prefektem Kongregacji Spraw Kanonizacyjnych; 21 lutego 2001 Jan Paweł II mianował go kardynałem, z diakonią Nostra Signora del Sacro Cuore a Piazza Navona.
Od 1989 jest członkiem Papieskiej Akademii Św. Tomasza z Akwinu w Rzymie. Reprezentował Jana Pawła II na XIV Narodowym Kongresie Eucharystycznym Brazylii w Campinas w lipcu 2001 (jako specjalny wysłannik). W związku ze śmiercią papieża (2 kwietnia 2005) dalsze pełnienie przez kardynała Saraivę Martinsa funkcji prefekta Kongregacji Spraw Kanonizacyjnych uległo zawieszeniu. Benedykt XVI pozostawił go na swoim stanowisku.
9 lipca 2008 kardynał przeszedł na emeryturę, a na stanowisku prefekta zastąpił go Włoch, dotychczasowy sekretarz Kongregacji Nauki Wiary abp Angelo Amato.
24 lutego 2009 został mianowany przez papieża Benedykta XVI kardynałem biskupem Palestriny. 6 stycznia 2012 ukończył 80 lat i tym samym utracił prawo wyboru papieża na konklawe.